# 도미티아 가도
도미티아 가도(Via Domitia)는 갈리아 나르보넨시스를 통해 이탈리아와 히스파니아를 연결하는 갈리아 최초의 로마 도로로 현재의 프랑스 남부를 가로지른다. 로마인들이 정형화하고 포장한 경로는 고대인들이 탐사에 나섰을 때 고대의 것이며, 헤라클레스가 여행한 신화적인 경로를 추적한다.
도로 건설은 기원전 122년에 퀸투스 파비우스 막시무스 알로브로기쿠스가 알로브로게스와 아베르니를 정벌한 후 그나이우스 도미티우스 아헤노바르부스가 의뢰를 했다. 도미티우스는 또한 도로 건설을 경비하기 위해 히스파니아 근처 해안의 나르보(현대의 나르본)에 요새화된 수비대를 설치했다. 그것은 곧 완전한 로마 식민지 콜로니아 나르보 마르티우스로 발전했다. 론강 너머에 있는 경로의 서쪽 부분에 있는 땅은 스트라보에 따르면 나르보와 피레네산맥까지 통제권을 확장한 아베르니의 통제 하에 있었다.
가장 쉬운 통로인 몽제네브르 고개(1,850m)로 알프스를 건너 도미티아 가도는 듀랑스강 계곡을 따라갔고 보께어에서 론강을 건너 님(네마우수스)를 통과한 다음 리옹만을 따라 해안 평야를 따라갔다. 나르본에서 아퀴타니아 가도(툴루즈와 보르도를 거쳐 대서양으로 이어짐)를 만났다. 따라서 나르본은 도미티아 가도와 아퀴타니아 가도의 중요한 전략적 교차로였으며, 그 당시에는 접근이 쉬웠지만, 쉽게 방어할 수 있는 항구였다. 로마 서부의 확장과 그에 따른 공급, 통신 및 요새화에서 이 "첨두 지점"은 매우 중요한 자산이었으며, 그렇게 취급되었다. (나르본 참조) 연결된 도시들 사이에서 도미티아 가도는 짐을 실은 수레를 위해 하루 거리의 거리에 일련의 맨션을 제공했으며, 이곳에서 공식 업무를 수행하는 여행자를 위한 피난처, 사육장 및 신선한 말을 얻을 수 있다.
고대 후기에 있었던 경로는 포이팅거 지도에 도식적으로 표현되어 있다.

## 같이 보기
- 로마의 도로
- 그나이우스 도미티우스 아헤노바르부스
- 퀸투스 파비우스 막시무스 알로브로기쿠스